# Presidente Franco
Presidente Franco és un municipi i ciutat portuària fronterera del Paraguai, localitzada en el sector oriental del país, a la vora del riu Paraná, en el departament d'Alto Paraná. És coneguda com la ciutat de les Tres Fronteres i dels Salts del Monday, ja que allà, juntament amb la ciutat, hi convergeixen els territoris de Puerto Iguazú, Argentina, i Foz do Iguaçu, Brasil.
El seu nom és en honor al Dr. Manuel Franco, president del Paraguai entre el 1916-1919. Tenia 88744 habitants, segons el cens paraguaià de 2022.

## Ciutats agermanades
- Puerto Iguazú, Argentina
- Acquarossa, Suïssa (2019)[2]